# ایجی کانی
ایجی کانی (انگلیسی: Eiji Kanie; ۲۱ نوامبر ۱۹۴۱ – ۱۳ اکتبر ۱۹۸۵) بازیگر، و صداپیشگی در ژاپن اهل ژاپن بود. وی بین سال‌های ۱۹۷۱ تا ۱۹۸۵ میلادی فعالیت می‌کرد.